# 蘇聯經濟
蘇聯經濟是一個集國有資本、集體農業、工業製造業和行政規劃於一身的系統，特點是國家的全權控制、自給自足、公有化制度。苏联的工业管理体制和物资供应体制由1930年代开始确定。在蘇聯共產黨總書記史達林推行大規模工業化之前，蘇聯曾經是一個農業國家。直至1991年苏联解体，苏联的物资供应体制可以分为三个阶段，1957年以前的按照部门供应，1957年到1965年的按照地区供应，以及1965年以后全国统一供应。解體前幾年的經濟被认为由於蘇聯共產黨總書記布里茲涅夫的差劣管治和計劃經濟的不足。但苏联经济于1960年代或1970年代达到繁荣和鼎盛，在70年代末逐步陷入停滞這個講法被广泛接受。米哈伊爾·戈爾巴喬夫在1985年出任蘇共中央總書記執政後，开始推行极端經濟自由化的政策，改革未让苏联建立市場經濟系統，反而成为蘇聯动荡和解體的罪魁祸首。
由1928年至1991年間蘇聯的經濟完全被一連串的五年计划所規劃。在一段長達四十年的時間，全國由一個以農業為主的社會演變成一個世界三大生產國之一，其中包括大量的資產貨品、重工業產品和武器。在史達林至布里茲涅夫執政前期，蘇聯經濟達到了顛峰，其增長與美國、日本和前俄羅斯帝國看齊。但是由於蘇聯國家計劃委員會一直錯估輕工業產品和消費品的需求，使蘇聯一直缺乏這些貨品的出口。複雜的經濟管理和缺乏彈性的行政令這些中央決策者陷於泥沼。貪污腐敗和誇大數據是官僚用來使報告達標的慣常動作，导致危機加劇。
蘇聯的小型服務業只佔其全國生產總值的0.82%(1990年)，但工業和農業則佔21.9%和20%(1991年)。服務業該是蘇聯經濟最重要的一部分然而大部分的勞動力皆投身於工業。全國的勞動力為1.523億人。主要的工業品包括 石油、鋼鐵、汽車、航太、電訊、化工、電子、食品加工、林木、採礦和國防。

## 歷史

### 早期發展
俄罗斯苏维埃联邦社会主义共和国及其後的蘇聯都正經歷工業化。這兩個時期，經濟發展在一個較低的起點，比較緩慢。由於第一次世界大戰，俄國革命及緊接的內戰，工業及生產水平要到1926年才恢復到戰前1913年的水平。直至這段時間，18%人口住在非郊區，雖然只有7.5%受聘於非農業。其餘則主要從事低產量的農業。
根據David A. Dyker的研究，1930年代的蘇聯可以被視為典型發展中國家，其特徵為低資本投入及大部分人口住在郊區。低投資的部分原因是政府缺乏能力在海外引資；而農業經濟問題變得更嚴重，主要是因為自然災害，比如整個國家經歷漫長的冬季，南部乾旱，北方土地酸化問題等等。
但是，如Dyker所言，蘇維埃經濟在原料及礦石開採方面有極好的優勢，比如在外高加索的油田，是幫助了蘇聯避免任何形式的國家收支平衡問題。

### 五年計劃
於1928年開始，蘇聯一系列五年計劃啟動。對每一個企業，規劃部委決定經濟資源運用（包括勞動力和原材料），完成的時間表，物資批發價和零售價。
工業於1928年後長期集中於資本物品的生產，即是冶金、機械製造、化工等行業。在蘇聯五年計劃的理念，主力於這些物品的生產，是基於要能夠快速的工業化和現代化。即在蘇聯時代晚期，蘇聯的經濟，工業一直是焦點。與西方經濟體相比，蘇聯工業生產是高得不成比例(特别是軍工業)。 然而，消費品的生產卻是低得不成比例的。計劃制定者很少有政策確保消費品的供應，導致許多消費品常嚴重短缺。消費者購買消費品時，經常不得不排起了長隊。
在蘇聯領導人斯大林的指導下，當1928年引進第一個五年計劃時，一個複雜的計劃經濟體制被確立。迄至1980年代末，五年計劃下國家的經濟發展，主要是建基於蘇聯政府對經濟目標的期望。在蘇共代表大會舉行時，黨領導會提出下一個五年計劃的目標。雖然五年計劃被制定入蘇聯的法律，其內容主要是一系列的指引，而不是強制性的條例。

### 1930-1970
在第二次世界大戰前，蘇聯的經濟規劃曾為國家帶來良好的經濟表現。蘇聯成為了世界領先的原材料出口大國，諸如石油、煤炭、鐵礦石、水泥、黃金、天然氣和其他礦產等等。然而，蘇聯卻在1932-1933年間爆發飢荒，而有關信息被蘇聯當局壓制了一段長時間。在1933年工人的實際收入，還下跌至1926年時的十分之一左右。
1959年，作为苏联经济改革的一部分，苏联共产党第一书记赫鲁晓夫在苏联首都莫斯科举行“美国商品展览会”，将百事可乐等美国著名商业品牌引进苏联国内与东欧市场，同时与时任美国副总统理查德·尼克松进行了“厨房辩论”。赫鲁晓夫在苏联国内的经济改革在1968年勃列日涅夫镇压捷克斯洛伐克布拉格之春后陷入停滞。
在列昂尼德·勃列日涅夫為首的新的領導班子上台後，也試圖通過經濟改革，振興經濟。 在1965年開始，企業和組織已可以自行決定生產物品的方式，而不是按照國家當局指令來生產物品。

### 1970-1991
1970年代全球陷入滯脹時代，使蘇聯的經濟受到一定程度的衝擊。而1979年蘇聯入侵阿富汗，更惡化了这一局面。過去蘇聯實行的計劃經濟亦都現出了一系列的流弊。例如，大規模生產的商品不論在種類或數目，通常都无法滿足消費者的實際需要；決策部門過於龐大，難以管理，連作決定也因效率低下而舉步維艱；行政手續繁瑣，破壞了商業經營的靈活性；而在1975-85年期間，貪污和數據擺弄成了官僚的指定動作，從而深化了危機。
赫鲁晓夫在苏联国内的经济改革在1968年勃列日涅夫镇压捷克斯洛伐克布拉格之春后陷入停滞。进入70年代，在对市场社会主义掀起批判浪潮的情况下，苏联的经济改革从强调改革传统体制到强调计划经济的优越性，由扩大企业自主权到加强对企业的控制，改革重心由调整国家与企业的关系转移到合并企业，建立联合公司。但改革在苏联在东欧的卫星国，如卡达尔的匈牙利、盖莱克的波兰仍有延续，如卡达尔的匈牙利政府在1979年进一步允许把亏损的国营小型工商企业改由职工承包或租给私人经营、把私营企业的合法雇工人数限制放宽到30人、除税收外政府不干预企业资金的流动、允许企业自主在社会上公开招聘管理人员等等。1983年，苏联人均国民生产总值达到3710美元，是美国同时期的三分之一，而其卫星国东德则达到了5670美元，是全世界最富裕的自称遵循“马克思列宁主义”为指导原则的国家。但当苏联在勃列日涅夫命令下入侵阿富汗民主共和国导致美国总统吉米·卡特对苏实施粮食禁运后，尤其是在苏联耗费大量财力应对美国总统罗纳德·里根的“星球大战计划”后，加之苏联石油出口也受国际原油价格下落而缩水，苏联人民的日用品消费和副食（如奶酪、黄油）等的采购都受到明显影响，生活品質下降，1985年苏联人民每人每天要耗费2个小时的时间排长队购买食物。戈尔巴乔夫改革也因此开启。